# Desordre i dolor precoç
Desordre i dolor precoç (en alemany: Unordnung und frühes Leid) és una novel·la curta escrita per Thomas Mann el 1925. Narra les fortunes de la família de Cornelius a través de la perspectiva d'Abel Cornelius (escrita en una veu narrativa en tecera persona), un professor de 47 anys de la universitat local, que va gaudir d'un estatus privilegiat a la societat, però que ha minvat marcadament. La família Cornelius és, en part, una reflexió de la pròpia família de Mann. La novel·la explora l'impacte sociolòfic i psicològic de la hiperinflació alemanya. Va aparèixer per primera vegada en un Festschrift que celebrava el 50è aniversari de Mann, en una publicació del Neue Rundschau.

## Resum de l'argument
La novel·la relata un dia a Múnic, a l'Alemanya de Weimar. La família Cornelius està preparant una festa per l'Íngrid i el Bert, els fills del professor Cornelius. La família està dividida segons la cronologia, prefigurant un dels temes centrals de l'obra, que és la interacció entre les diferents generacions en uns temps de desconjuntura social i canvi econòmic. L'Íngrid i el Bert, ambdós adolescents, són "els grans"; el professor Cornelius i la seva dona són "els vells"; l'Ellie i el Snapper, els fills més petits són "els petits"; i els pares del professor, que només són anomenats i que no apareixen directament en la història, són "els antics".

## Versió cinematogràfica
Una adaptació alemanya dirigida per Franz Seitz, Jr. es va estrenar el 1977, també titulada Unordnung und frühes Leid.